# Антви, Эрнест
Мастер Эрнест Антви Ньярко (англ. Master Ernest Antwi Nyarko; род. 9 сентября 1995, Аккра) — ганский футболист, полузащитник кипрского клуба «Докса» (Катокопиас).

## Карьера
В октябре 2020 года стал игроком украинского клуба «Львов».
В январе 2022 года на правах аренды перешёл в саудовский клуб «Наджран».
В августе 2022 года подписал контракт с клубом «Актобе».

## Клубная статистика
| Игровая карьера | Игровая карьера | Игровая карьера | Лига | Лига | Кубок | Кубок | Межд. | Межд. | Др. | Др. |
| --------------- | --------------- | --------------- | ---- | ---- | ----- | ----- | ----- | ----- | --- | --- |
| 2019/20         | Рух (Львов)     | Б               | 22   | 4    | 2     | 0     | —     | —     | —   | —   |
| 2020/21         | Рух (Львов)     | А               | 3    | 0    | 1     | 0     | —     | —     | —   | —   |
| 2020/21         | Львов           | А               | 14   | 2    | —     | —     | —     | —     | —   | —   |
| 2021/22         | Львов           | А               | 17   | 2    | 2     | 0     | —     | —     | —   | —   |
| 2022            | Актобе          | А               | 7    | 0    | —     | —     | —     | —     | —   | —   |